# بوم‌سازگان دریایی

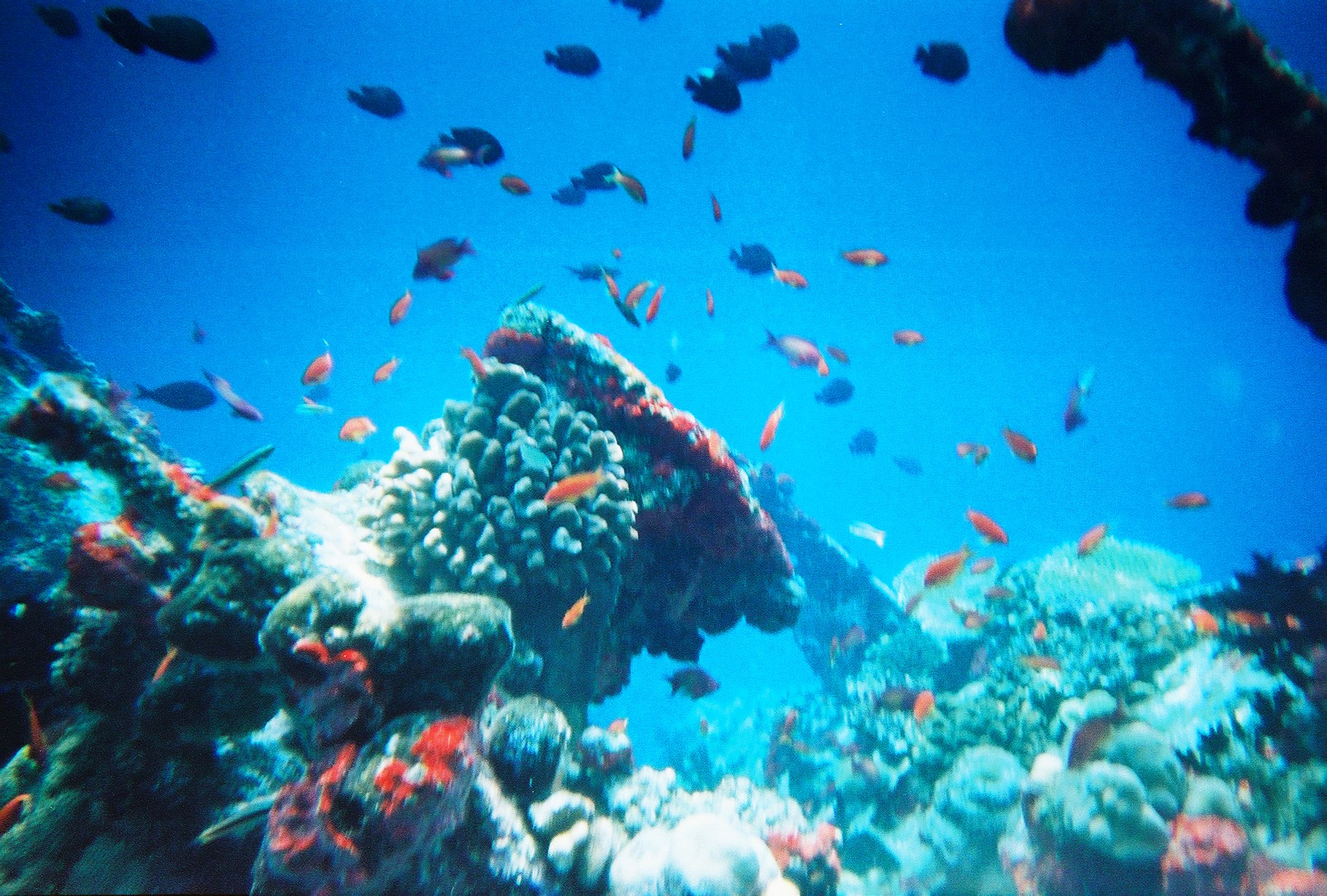
صخره‌های مرجانی بوم‌سازگان دریایی پیچیده با تنوع زیستی فوق‌العاده را تشکیل می‌دهند

بوم‌سازگان دریایی بزرگ‌ترین بوم‌سازگان آبی هستند و در آب‌هایی وجود دارند که محتوای نمک بالایی دارند. این سیستم‌ها در تضاد با اکوسیستم‌های آب شیرین هستند که محتوای نمک کمتری دارند. آب‌های دریایی بیش از ۷۰ درصد از سطح زمین را پوشش می‌دهند و بیش از ۹۷ درصد ذخیره آب زمین و ۹۰ درصد فضای قابل سکونت روی زمین را تشکیل می‌دهند. آب دریا دارای میانگین شوری ۳۵ بخش در هزار آب است. شوری واقعی در بین اکوسیستم‌های دریایی مختلف متفاوت است. اکوسیستم‌های دریایی بسته به عمق آب و ویژگی‌های خط ساحلی را می‌توان به مناطق زیادی تقسیم کرد. منطقه اقیانوسی بخش باز وسیع اقیانوس است که جانورانی مانند نهنگ‌ها، کوسه‌ها و ماهی تن در آن زندگی می‌کنند. منطقه اعماق دریا شامل بسترهای زیر آب است که در آن بسیاری از بی‌مهرگان زندگی می‌کنند. پهنهٔ جزر و مدی پهنهٔ بین جزر و مد بالا و پایین است. دیگر مناطق نزدیک به ساحل (نریتیک) می‌توانند شامل دشت‌های گلی، علفزارهای دریایی، حرا، سیستم‌های جزرومدی سنگی، باتلاق‌های نمکی، صخره‌های مرجانی، تالاب‌ها باشند. در اعماق آب، دریچه‌های چاه گرمایی ممکن است در جایی که باکتری‌های گوگرد شیمیایی پایه شبکه غذایی را تشکیل می‌دهند، یافت شوند.